# 山田線
山田線（やまだせん）は、岩手県盛岡市の盛岡駅から同県宮古市の宮古駅までを結ぶ東日本旅客鉄道（JR東日本）の鉄道路線（地方交通線）である。

## 概要
下閉伊郡山田町を目指して建設されたことから「山田線」と名付けられた。岩手県の県庁所在地である盛岡市と沿岸地域の拠点都市である宮古市を結ぶ路線で、全線で閉伊街道（国道106号）に沿って山間部を横断する。
盛岡市と宮古市を結ぶ路線ではあるが、マイカーの普及が進んでいることに加えて、並行する国道106号を運行する106急行バスの影響により、当路線による都市間移動の需要は少なく、沿線地域の通学、通勤など生活需要を中心に担うローカル線となっている。
盛岡から順に延伸を繰り返しながら、1939年（昭和14年）に釜石駅までの全線が開通した。
もともとは盛岡駅から宮古駅・陸中山田駅を通り沿岸南部の釜石駅までの路線だったが、宮古 - 釜石間は2011年（平成23年）3月11日の東日本大震災により大きな被害を受けて不通となり、2019年（平成31年）3月23日に三陸鉄道リアス線として復旧の上で経営移管された。これにより、山田線は山田町を通らなくなり、路線名だけに「山田」の名前が残ることになった。
宮古 - 釜石間がJRで運行されていた当時から全線を直通する定期列車は設定されておらず、盛岡 - 宮古間と宮古 - 釜石間で運行系統が分断されていた。後者の区間は三陸海岸沿いを走り、気仙沼線・大船渡線・三陸鉄道・八戸線とともに「三陸縦貫鉄道」を構成していた。
2010年までの夏季（7月 - 8月）には気仙沼線、大船渡線、三陸鉄道南リアス線、当時は山田線の一部だった宮古 - 釜石間、三陸鉄道北リアス線および八戸線を経由して仙台 - 八戸間を走破する臨時快速列車「リアス・シーライナー」も運行されていたが（後節および列車記事も参照）、東日本大震災後は経由路線が被災し一部区間は鉄道としては復旧されず廃止となったため運行されなくなった。

## 歴史

### 開業に至る経緯
盛岡 - 陸中山田間は、盛岡と三陸地方を結ぶ鉄道として、1892年公布の鉄道敷設法にすでに規定されていた区間である。測量調査が行われたものの、盛岡 - 宮古間で標高 1,000 m を超す北上山地（区界峠、標高 751 m）を越えるため、予定線の検討は行われたが、建設は具体化しないままとなっていた。地元岩手県出身の原敬が首相となった1920年に至って漸く建設が決定され、1923年から1935年にかけて開業した。
陸中山田以南の区間は、改正鉄道敷設法別表第7号に規定する「岩手県山田ヨリ釜石ヲ経テ大船渡ニ至ル鉄道」の一部で、三陸縦貫鉄道を構成する予定線であったが、釜石までの区間は、前述の区間に引き続いて戦前の1939年までに開業したものの、釜石以南については戦後の建設、開業となり、後の三陸鉄道南リアス線となっている。
盛岡 - 宮古間は大部分の区間が人口希薄な山岳地帯である。俗説では、この路線を敷設するかどうかを帝国議会で審議した際、野党憲政会は猛烈に反対し、同党議員は「こんな所に鉄道を敷いて、首相は山猿でも乗せるつもりか」と首相の原敬を非難した。これに対し原は「鉄道規則を読んでいただければわかりますが、猿は乗せないことになっております」と、平然と答弁した、と伝えられている。ただし、質疑のあったとされる第43回帝国議会の速記録に記録は残されていない。
この猿に関する話は、山田線の予算通過の翌月に原と共に盛岡を訪れて講演した元鉄道大臣の元田肇が、予算審議の際強硬に反対した貴族院の中村是公をやり玉に挙げて『貴族院の中村是公のごときは、「盛岡より山田に至る間はボウボウたる原野にして猿住める国なり、国家は巨費を投じて猿を乗せんとするや」と極端な反対をなせり、余はこれに答えて大森林や鉱山の天与の宝庫である、なんの不利なるや、と反論したのである。』と語った内容に尾ひれが付いて広まったものと考えられる。また、1920年（大正9年）7月21日の貴族院鉄道敷設法中改正法律案特別委員会に際して、公正会所属の辻太郎が山田線の着工に反対する意見を繰り返した後、北海道の上川駅 - 北見滝ノ上駅間の鉄道（改正鉄道敷設法別表第139号「石狩国「ルベシベ」ヨリ北見国滝ノ上ニ至ル鉄道」。未成線となった）の建設に関する質疑で、「北海道の中央のこれこそ熊のほかにいない所であると私は思うておる。がここに大都市でもございますのですか。私が今まで想像しておるところでは、この地方は熊の巣だと思うておりますが、この図ではわかりませぬが、大都市がこの中に二つか三つかございますのか、あるいは大鉱山とかいうて、こういう貨物のトン数がどっさり出るところがあるのですか」と質問し、鉄道省建設局長の大村鋿太郎が「これは森林が北海道一といわれるくらいな森林のあるところです。この国境付近は…それでございますから、この材木の欠乏の時期にこういう線を造りますれば非常な材木が出るまた薪炭も非常に出る、そのうえに国境の前後には、原野がありまして開墾に適した地が多くあります。（中略）よほど有望な線だと思っております。熊の巣は熊の巣ですが、熊の巣を開いたならば大変な財源になるのではないかと思っております」と答弁しており、路線を取り違えて、熊と猿が入れ替わって伝えられた可能性がある、という意見もある。
だが実際には開業後、盛岡 - 宮古間は満員で座ることができず、立ち通しのことも少なくなかったという。もともと、この区間には1906年から乗合馬車の運行が行われ、1913年には盛宮自動車により岩手県では初となる路線バスの運行も開始されており、鉄道開業前から一定の流動は存在した。1950年の釜石線全通以前、山田線は岩手県北部における唯一の海岸部と内陸の直通路線であり、特に1939年の全通後は戦時体制を背景に、釜石製鐵所や釜石鉱山を擁した釜石と東北線とを直接連絡する鉄道ルートとして、日夜を通しての貨物輸送に貢献した。
太平洋戦争後の1946年11月、山田線は風水害により平津戸 - 蟇目間が長期運休となった。全線復旧に1954年までの8年間を要した大災害であり、その代替として GHQ の指示により釜石線の改築・全通が促進された。釜石線全通に伴い、釜石から内陸への貨物輸送メインルートは同線に移り、山田線の相対的地位は低下することになった。なお、この災害に際し沿岸側に取り残された機関車を搬出するため、青函連絡船「十勝丸」を宮古港に回漕して船積みすることで対処したエピソードがある。
その後も、1980年に集中豪雨、2008年に岩手県沿岸北部地震、2011年には東北地方太平洋沖地震（東日本大震災）、2015年には土砂崩れ（山田線列車脱線事故）の影響で、一部または全線で不通となっている（詳しくは下述の年表を参照）。

### 蒸気機関車の復活運転
1987年7月から、廃線となっていた宮古 - 宮古港間の貨物線を利用して、蒸気機関車の復活運転が実施された。これは、地元の「甦れSL C10-8運営協議会」が宮古市のラサ工業株式会社の専用線で使用されていたC10 8に貨車改造の客車2両を連結し、SLリアス線「しおかぜ号」として1989年までの夏休み期間および9 - 10月の休日に運行したものである。鉄道事業ではなく遊戯施設扱いであったが、宮古市役所前のはまぎく駅からうみねこ駅までの1.4kmで、途中にミニ浄土ヶ浜公園前駅が設けられていた。
また、1992年にも「三陸・海の博覧会」に協賛して、市役所前 - 白浜丸発着所間の約 0.5 km で機関車のみの展示運転を実施している。この展示運転に使用されたC10 8は、1994年4月に大井川鉄道（現・大井川鐵道）に譲渡され、2023年現在も動態保存機として本線上で列車を牽引している。

### 宮古 - 釜石間の復旧

#### BRTによる仮復旧案（第一次）
2011年3月11日に発生した東日本大震災により、宮古 - 釜石間 (55.4km) では、21.7kmが浸水、13駅中4駅や線路の1割、鉄橋など6か所、盛土10か所が破壊された。この区間の復旧について、JR東日本は、2012年6月25日の公共交通確保会議（沿線4市町や岩手県などで構成。震災で被災したJR山田線の鉄道復旧までの公共交通確保策について協議する）において、本復旧は安全の確保、まちづくりとの整合性など、各地で課題が多く、資金調整も含め相当時間がかかるとし、気仙沼線、大船渡線と同様に山田線についても、BRTにより仮復旧する案を正式提案した。（BRT（バスによる高速輸送）は一般車両の立ち入れないバス専用道路にて運行することにより鉄道並みの定時性を確保するとともに停車駅や運行本数を増やすことができる。また鉄道よりはるかに低コストで運行できる。）鉄道用地を舗装して専用道にする、費用はJR東日本が負担する、ただし山田線は被災した鉄橋が多いため、鉄路が山側に迂回している部分などは並行して走る国道45号を使い、専用道は約10kmほどとする、JR東日本が運行主体になり、車両もJRが購入する、運賃は鉄道と同程度とし、増便や駅の増設も進める、というものである。
この山田線BRT構想に対して、沿線4市町は、
- 専用道の割合が低く、現状のバスと定時性やスピードは変わらない
- 震災前からの民間のバスと競合する（「宮古─釜石間は路線バスが1日11往復走っている。BRTにかけるおカネも時間ももったいない」（宮古市役所））
- そもそもまちづくりは鉄路復旧を前提としている

などを理由に拒否、7月9日にJR東日本に通告し、同時に鉄道での復旧を求めたため、山田線BRT化の話はいったん消えることとなった。

#### BRTによる仮復旧案（第二次）
2013年9月25日に盛岡市で開かれた第6回山田線復興調整会議において、JR東日本は山田線にBRTを導入することを再提案。従前のBRT案では専用道区間が短いという批判に対し、再提案では津波で流出した宮古市の閉伊川橋、山田町の第一織笠川橋、大槌町の大槌川橋、小槌川橋の4橋を復旧させるなどし、専用道の総延長を従来提案より約16km増やした25.3km（宮古 - 釜石間の46%）とすることで、鉄道では約70分の宮古 - 釜石間をBRTで最短で約80分とする（代替バスの約100分に比べかなり鉄道レベルに近づく）。しかし、この案に対して、地元4市町は再び拒否した。

#### 三陸鉄道への経営移管

青線の区間は三陸鉄道に経営移管された区間

2014年1月31日の第7回山田線復興調整会議においてJR東日本は、210億円と試算された復旧費用のうち線路や設備などの原状回復に伴う140億円を自社で負担すると明言した上で（復興まちづくりに伴うかさ上げや移転費の残り70億円は公的資金を活用して自治体などが負担）、被災した線路や駅舎を復旧させ、10年間の赤字補填分などとして5億円を負担し、当区間の運行事業を三陸鉄道に、線路などの鉄道施設を三陸鉄道と沿線4市町にそれぞれ無償で譲渡、経営移管する（運営形態は三陸鉄道の南北各リアス線と同様、運行と施設保有を分ける「上下分離方式」となる）案を示した。JR東日本によると、南北で分断されている三陸鉄道の2路線がつながり一体運営することで、地域密着型でコンパクトな経営を行い、持続可能性の高い運営形態を実現できるとしている。一方、この案に対して、赤字路線を引き継ぐことで新たな財政負担を抱えることになる山田町と大槌町は慎重な態度をとった。
- 鉄路での復旧が明言されたことにより、宮古市は八木沢地区（磯鶏駅 - 津軽石駅間）への新駅（八木沢・宮古短大駅）設置案を示した。ただし、あくまでも経営分離案とは切り離して可能性を模索するとしている[新聞 8]。
- 2014年7月には岩手県が、高台などを通過しているため震災による被害が比較的軽微であった宮古駅 - 豊間根駅間および鵜住居駅 - 釜石駅間を優先して復旧させるようJR東日本と協議をすすめる方針であると明らかになった[新聞 9]。

また、岩手県とJR東日本は7月に同区間の現地調査を実施。JRは現状復旧費140億円の負担方針は既に示していたが、被災を免れた区間（全体の約8割の46キロ）についても、全線の9割強を三陸鉄道と同等の太くて高規格の新しいレールに交換し、木製枕木をコンクリート製に交換、さびた橋の塗装、トンネルの修繕などを実施する方針を示した（費用は非公表）。
同年8月7日の山田線復興調整会議において、岩手県と三陸12市町村は、
- 関係自治体の負担を避けつつ早期鉄道復旧を目指す
- 三陸鉄道による山田線の運営を「有力な選択肢」として、JRとの詰めの協議を急ぐ

という2点を確認。岩手県はその後、JR東日本に、
- 設備更新時などの費用補填
- 三陸鉄道が求める水準への鉄道施設の強化
- 復旧後の経営を安定させるのに十分な赤字補填
- 復旧後一定期間の運賃をJR運賃と同額にする差額負担

の4点を要請、同時に、国にも一定の支援を求めることとなった。
同年11月25日、JR東日本と交渉してきた県は、盛岡市で開いた首長会議において沿岸12市町村長らに、JR東日本から、
- 一時金として当初の5億円から大きく上積みした30億円を負担する（30億円は運賃の上昇を抑える原資や今後の災害時に生じる施設更新費用などにも充てることを想定し、活用法は市町村で検討）
- 車両を無償譲渡する
- 軌道を強化する
- 検修庫・施設管理拠点を整備する
- 人的にも支援する
- 観光客誘致などで協力する、

などの提案があったことを報告。12市町村は議会や住民に説明し、県と市町村は12月議会などを経て年内に改めて会議を開き、受け入れるかどうかを最終決定することとなった。山本正徳宮古市長、野田武則釜石市長、またこれまで負担額を懸念していた佐藤信逸山田町長、碇川豊大槌町長も、12月上旬に相次いで、移管案を受け入れる旨、前向きな見解を表明。12月24日、達増拓也岩手県知事、沿岸12市町村長、望月正彦三陸鉄道社長らが盛岡市で開かれた会議にて、移管受け入れについては合意（JR東日本からの移管協力金30億円の使途については継続協議）、2015年の年明けにも基本合意を結ぶこととなった。これを受けて、12月26日、達増拓也岩手県知事と山本正徳宮古市市長が東京都内で冨田哲郎JR東日本社長と会談し、三陸鉄道への移管を受け入れる方針を伝えた。
不通区間の復旧工事は2015年3月7日に着工した。復旧費用210億円のうちJR東日本が140億円を負担し、残りの70億円を復興交付金から支出、全線復旧は2018年度の見込みになることが発表された。当初計画では2016年開催の希望郷いわて国体までに宮古駅 - 豊間根駅間および鵜住居駅 - 釜石駅間を先行して復旧させて三陸鉄道の路線として開業する予定であったが、岩手県や沿線自治体は、部分復旧した場合CTC未整備などにより安全上に問題があるとして、全線一括での復旧を要請することとし、2015年7月31日には全線一括復旧を基本方針とする協定書が締結された。
三陸鉄道への移管区間の路線名については「三陸鉄道リアス線」とする計画であるが、現在の北リアス線と南リアス線の区間についても移管区間と同じく「リアス線」と路線名を改称して統一することを検討、2017年12月25日の同社取締役会で正式に「リアス線」に統一することが決定した。また、山田線の釜石－宮古間については、新設予定の「宮古短大」「払川」を除き、現在の駅名を使用することとした。その一方でJR東日本の路線としては陸中山田駅などがある山田町を通らなくなることとなるが、山田線として残存する区間の正式路線名の改称については、2017年11月9日現在「名称は白紙」（=未定）と同社より公式に発表されている。
2018年7月18日までに同区間の復旧工事のうち、建築工事が全て完了し、同区間のレールが全線で締結され、宮古 - 釜石間のレールが全線で繋がった。これを受けて、建築物の強度確認のために、同年8月21日からディーゼル機関車による試運転が順次実施された。その後、11月には完成した駅舎の見学会を実施した。
2019年に入ってからは移管に向けた準備が本格化し、同年1月28日から三陸鉄道の車両と乗務員による試運転、訓練運転が開始された。1月31日には移管区間の事業の実施主体（第一種鉄道事業者）のJR東日本から三陸鉄道への変更などを定めた鉄道事業再構築実施計画が地域公共交通活性化再生法に基づき認定された。
三陸鉄道は、宮古 - 釜石間の運行を2019年3月23日に開始した。

### 年表

#### 国有鉄道時代
- 1923年（大正12年）10月10日 【開業】山田線 盛岡 - 上米内 (9.9 km)[5]【駅新設】上盛岡、上米内[4]
- 1928年（昭和3年）9月25日 【延伸開業】上米内 - 区界 (25.7 km)[5]【駅新設】大志田、浅岸、区界[4]
- 1930年（昭和5年）10月31日 【延伸開業】区界 - 松草 (8.0 km)[5]【駅新設】松草[4]
- 1931年（昭和6年）10月31日 【延伸開業】松草 - 平津戸 (8.6 km)[5]【駅新設】平津戸[4]
- 1933年（昭和8年）11月30日 【延伸開業】平津戸 - 陸中川井 (21.3 km)[5]【駅新設】川内、箱石、陸中川井[4]
- 1934年（昭和9年）11月6日 【延伸開業】陸中川井 - 宮古 (28.6 km)[5]【駅新設】腹帯、茂市、蟇目、千徳、宮古[4]
- 1935年（昭和10年）11月17日 【延伸開業】宮古 - 陸中山田 (26.5 km)[11] 【駅新設】磯鶏、津軽石、豊間根、陸中山田[4]
- 1936年（昭和11年）11月10日 【延伸開業】陸中山田 - 岩手船越 (5.0 km)[5]【駅新設】織笠、岩手船越[4]
- 1937年（昭和12年）2月 - 豪雪のため運転休止。平津戸駅 - 浅岸駅間では800人の人夫を動員して除雪作業が行われた[12]。
- 1938年（昭和13年）4月5日 【延伸開業】岩手船越 - 大槌 (11.6 km)[5]【駅新設】吉里吉里、大槌[4]
- 1939年（昭和14年）9月17日 【延伸開業・全通】大槌 - 釜石 (12.3 km)[5]【駅新設】鵜住居、釜石[4]
- 1943年（昭和18年）11月22日 【貨物線開業】宮古 - 宮古港 (2.0 km)[5]【駅新設】（貨）宮古港[4]
- 1944年（昭和19年）3月12日 平津戸 - 川内間で雪崩により鉄橋が流されたため下り貨物列車が転落[4]。機関士死亡。機関助士負傷。（山田線列車転落事故）[注 6]
- 1946年（昭和21年）11月26日 【災害不通】平津戸 - 蟇目（風水害による）
- 1947年（昭和22年）9月15日 【災害不通】浅岸 - 千徳（カスリーン台風による土砂災害）[4]。翌年3月5日に全線運転再開となる[4]。
- 1948年（昭和23年）
  - 9月16日 【災害不通】松草 - 宮古（アイオン台風による土砂災害）[4]
  - 10月9日 【営業再開】千徳 - 宮古[4]
  - 11月20日 【営業再開】松草 - 平津戸[4]
  - 11月30日 【営業再開】蟇目 - 千徳[4]
- 1949年（昭和24年）3月5日 【営業再開】蟇目 - 茂市[9]
- 1951年（昭和26年）
  - 1月10日 【仮停車場新設】山岸[9]
  - 7月23日 【仮停車場新設】両石[9]
- 1952年（昭和27年）2月10日 【仮停車場 → 駅】山岸
- 1953年（昭和28年）3月25日 【営業再開】腹帯 - 茂市[9]
- 1954年（昭和29年）
  - 9月1日 【仮停車場 → 駅】両石
  - 11月21日 【営業再開】平津戸 - 腹帯[5]（1946年風水害から1948年9月のアイオン台風にかけての被害復旧完了[5]。全線開通[5][9]）
- 1961年（昭和36年）12月20日 【駅新設】花原市、浪板[9]
- 1966年（昭和41年）2月4日 全線で腕木式信号機から色灯式信号機に変更される[13]。
- 1970年（昭和45年）2月28日 蒸気機関車 (C58) 運行終了。3月1日から無煙化[14][9]
- 1980年（昭和55年）9月2日 【災害不通】宮古 - 津軽石（集中豪雨による土砂災害）
- 1981年（昭和56年）1月30日 【営業再開】宮古 - 津軽石（全線復旧）
- 1984年（昭和59年）2月1日 【貨物線廃止】宮古 - 宮古港 (-2.0 km)[5]【駅廃止】（貨）宮古港
- 1986年（昭和61年）11月1日 【貨物営業廃止】盛岡 - 釜石[9]

#### 民営化以降
- 1987年（昭和62年）4月1日 【承継】東日本旅客鉄道[9]
- 1991年（平成3年）7月7日 キハ100系気動車が運用を開始[新聞 37]。
- 1994年（平成6年）
  - 3月30日 宮古駅 - 釜石駅間でワンマン運転を開始[15]。
  - 12月3日 【駅名改称】浪板→浪板海岸
- 1997年（平成9年）10月4日 天皇・皇后の岩手訪問（全国豊かな海づくり大会への臨席など）に伴い、1号御料車編成によるお召し列車を盛岡から山田線経由で宮古へ運転（片道のみ。同月6日には釜石から釜石線経由で花巻へ運転）。DD51 842牽引（予備機：DD51 895）[16]
- 2008年（平成20年）
  - 7月24日 【災害不通】全線（岩手県沿岸北部地震により、落石で線路が塞がれたため）
  - 7月25日 【営業再開】全線（復旧）
- 2011年（平成23年）
  - 3月11日 【災害不通】全線（東北地方太平洋沖地震とこれにより発生した大津波による） 津波で織笠、大槌、鵜住居の各駅が流失、陸中山田が津波による大規模火災で焼失
  - 3月18日 【営業再開】盛岡 - 上米内（朝・夕のみ）
  - 3月26日 【営業再開】上米内 - 宮古（盛岡 - 宮古 復旧）
  - 4月8日 【災害不通】全線（4月7日に発生した東北地方太平洋沖地震の余震による）
  - 4月10日 【営業再開】盛岡 - 上米内
  - 4月13日 【営業再開】上米内 - 宮古（盛岡 - 宮古 復旧）
  - 4月20日 【振替輸送】宮古 - 釜石 （バスによる振替輸送開始、岩手県北自動車・岩手県交通）当初は、岩手船越 - 釜石については、岩手県交通が無料バスを運転していた。
- 2013年（平成25年）1月1日 大志田・浅岸両駅が冬季全列車通過となる（2012年度は1月1日 - 3月15日、2013年度は12月15日 - 3月15日、2014年度以降は12月1日 - 3月31日）[新聞 38]。
- 2015年（平成27年）
  - 12月11日
    - JR東日本盛岡支社が大志田・浅岸の両駅の廃止について発表[報道 2][新聞 39]。
    - 【災害不通】盛岡 - 宮古（松草 - 平津戸間で土砂流入、上り普通列車が土砂に乗り上げ脱線）[新聞 40][新聞 41][新聞 42][報道 3]

  - 12月12日 【営業再開】盛岡 - 上米内[新聞 43]
  - 12月13日 【営業再開】川内 - 宮古[報道 4][新聞 44]
- 2016年（平成28年）
  - 3月26日 【駅廃止】大志田、浅岸[17]
  - 8月30日 【災害不通】盛岡 - 上米内、川内 - 宮古（台風10号による臨時運休、一部区間で土砂崩れが発生）
  - 9月1日 【営業再開】盛岡 - 上米内
  - 9月3日 【営業再開】茂市 - 宮古
  - 12月9日 【営業再開】川内 - 茂市[報道 5]
- 2017年（平成29年）
  - 11月5日【営業再開】上米内 - 川内[報道 6]
- 2018年（平成30年）
  - 3月25日 盛岡 - 宮古間の閉塞方式が連査閉塞式から特殊自動閉塞式に変更。区界駅の交換設備を撤去。
  - 4月22日 盛岡 - 宮古間がCTC化。同時に上米内・川内・茂市の各駅の運転扱いを終了[報道 7][新聞 45]。
  - 7月18日  宮古 - 釜石間の復旧工事が完了し、同区間のレールが全線で繋がる。
  - 8月21日  宮古 - 釜石間のディーゼル機関車による試運転を、釜石 - 大槌間を皮切りに開始[新聞 32]。
- 2019年（平成31年）
  - 1月28日 三陸鉄道所属の気動車、乗務員による試運転を宮古 - 釜石間で開始[新聞 33][新聞 34]。
  - 1月31日 三陸鉄道移管区間に対する地域公共交通活性化再生法に基づく鉄道事業再構築実施計画が認定[報道 1]。
  - 2月11日 報道関係者向けの試乗会を宮古 - 釜石間で実施[新聞 46]。
  - 3月23日 【営業再開・移管】宮古 - 釜石（三陸鉄道へ移管、リアス線に線名変更）[新聞 25][新聞 26][新聞 27][18][新聞 35]。
- 2020年（令和2年）11月4日 - 11月6日 線路整備や近接雑木の枝払い、浮き石整理の実施に伴い、一部列車が運休[報道 8][注 7]。
- 2022年（令和4年）3月12日：平津戸駅が全列車通過となる[報道 9]。
- 2023年（令和5年）3月18日【駅廃止】平津戸[報道 10]
- 2024年（令和6年）
  - 8月28日 【災害不通】盛岡 - 宮古（大雨により、一部区間で土砂流入や路盤流出が発生）[報道 11][新聞 47]。
  - 12月20日 【営業再開】上米内 - 宮古間[19][20]。

## 運行形態
線路名称上の起点は盛岡駅であるが、2018年3月17日のダイヤ改正までは釜石駅で接続する釜石線などとあわせて盛岡駅に向かう列車が下り扱い（列車番号が奇数）となっていた。

### 定期列車
運行本数は少なく、特に、全区間を直通する列車は1日に3往復のみとなる。そのうち1往復半（下り2本、上り1本）は、主要駅停車の快速「リアス」である。ワンマン運転は行われていない。
また、盛岡駅 - 上米内駅間、川内駅 - 宮古駅間、茂市駅 - 宮古駅間の区間列車の設定がある。このうち盛岡駅 - 上米内駅間は、通勤輸送として朝に2往復（うち1往復は休日運休）の設定があり、200人程度の利用を支えている。年によっては上米内駅近くにある浄水場内の「しだれ桜」の開花時期に臨時列車を設定している。なお、上米内駅より見える高台にある「桜台団地」から朝夕の列車に片接続するバスが走っている。

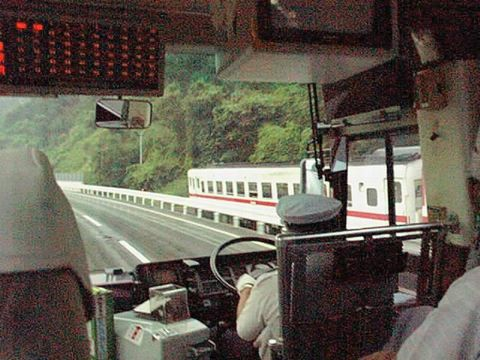
106急行バスと併走する山田線列車（2000年7月24日 106急行バス車内より）

この盛岡駅 - 宮古駅間に人的輸送需要が無いわけではなく、山田線にほぼ並行している国道106号には盛岡駅前 - 宮古駅前間直通の「106急行バス」が頻繁に（ほぼ1時間に1本）運行されており、山田線は極めて不利である。この状況に対して、JR東日本盛岡支社は、車両の置き換えによる車内居住性向上や新幹線との接続強化による首都圏との到達時間短縮などを行っており、2007年にキハ52・58系気動車からキハ110系気動車（キハE130系が投入された水郡線からの転属車両）に置き換えられ、非冷房車は姿を消した。
最近は、車両の変更のほか、部分的ではあるが改修工事が進んでいる。特に無人駅の駅舎建て替え、レールの重量化や長大トンネル内のロングレール化、枕木のPC化などである。2008年3月15日のダイヤ改正では速度査定をキハ110系に変更して計算上のスピードアップを行っている（盛岡 - 宮古間2分弱のスピードアップ）。無人駅の駅舎建て替えについて、盛岡支社管内では、旧国鉄時代に建築され現在不使用となっている駅舎（駅務室スペースや物置など）の建物面積に対する固定資産税が多いためコスト削減の目的で省スペースな待合室のみの駅舎へ建て替えられているケースが多い。
2011年には東日本大震災の影響で、茂市駅 - 宮古駅間の閉塞方式をスタフ閉塞式に変更し臨時ダイヤで運行していた期間があった。
2018年4月22日からCTC化された（先行して同年3月25日より閉塞方式を連査閉塞式から特殊自動閉塞式へ変更し、区界駅を棒線化）。CTC化に伴い運転扱いを行っていた上米内・区界・川内・茂市の各駅と、簡易委託駅であった陸中川井駅の5駅は無人化された。その結果、駅員配置駅が盛岡駅と宮古駅のみとなり、途中駅がすべて無人駅となった。
2013年9月30日から2016年3月末までの約2年半、盛岡市とJR東日本盛岡支社が連携し、盛岡市の都市交通における公共交通機関の利用促進の一環として、盛岡駅 - 上米内駅間の利便性向上を図ることを目的に、最終列車の延長等の社会実験を行っていた。その後、さらに1年間社会実験を延長し、2017年3月まで実施した。しかし、乗車人員数が目標値に達せず、増便は終了となった。

### 臨時列車
臨時列車としては、主に土休日に運転される「さんりくトレイン宮古」や年末年始の「ふるさと宮古」、冬に開催される宮古真鱈まつりに合わせて運転される「宮古真鱈号」などがある。これらは2023年まではハイブリッド気動車HB-E300系「リゾートあすなろ」編成が使用されていた。2024年はキハ110系が使用されている。「リゾートあすなろ」を改造した「ひなび（陽旅）」による「ひなび 宮古」も設定された。
以前は、一般形車両を使用した臨時快速「三陸」・「みやこ」も運転されていた。

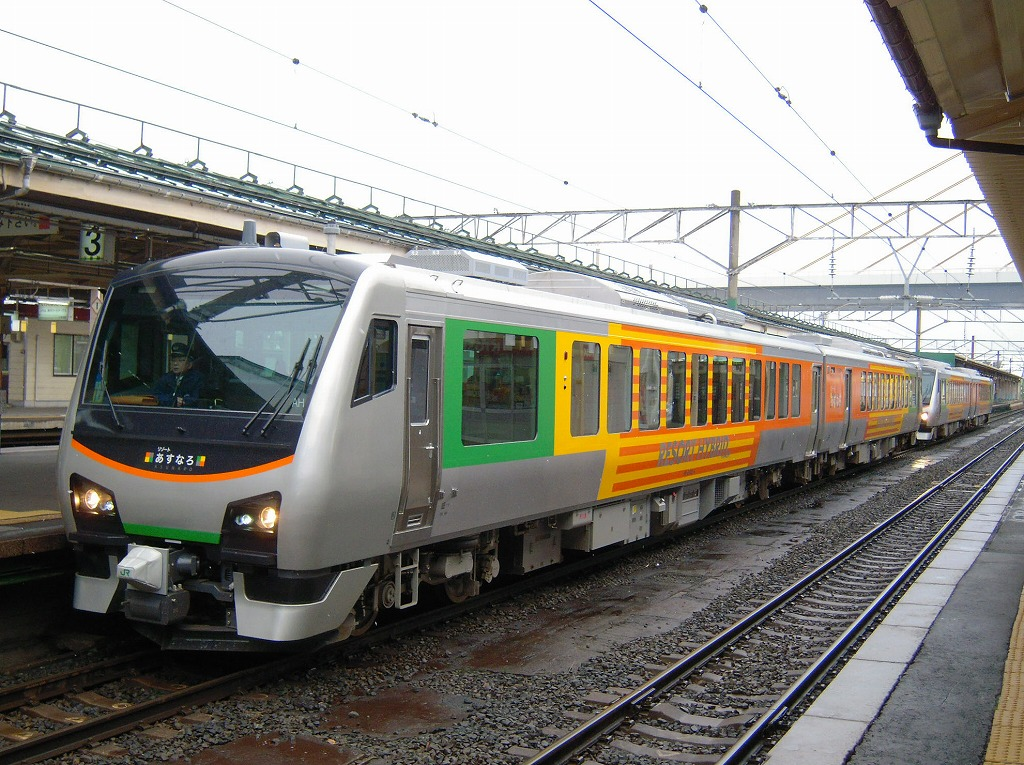
山田線の臨時列車に使用される車両と同じ八戸運輸区所属のHB-E300系気動車（青森駅）

### 宮古駅 - 釜石駅間（JR運行当時）
前述のとおり、この区間は東日本大震災のため運休していたが、復旧後の2019年3月に三陸鉄道へ移管された。下記は震災前の運行形態を示している。
車両は釜石線と共通運用のキハ100形（「快速はまゆり」と間合い運用される列車はキハ110系）気動車と、三陸鉄道南リアス線・北リアス線から乗り入れてくる36-100形気動車を使用していた。なお、三陸鉄道移管後の当区間ではワンマン運転を行っているが、JR運行当時はJR車両による列車、三陸鉄道直通列車の両方とも、ワンマン運転を行っていなかった。
盛岡駅 - 宮古駅間より本数が多く、1時間から2時間に1本程度の運行になっていた。宮古駅 → 盛岡駅間には釜石線経由で快速「はまゆり」1本が運転されていた。また、三陸鉄道南リアス線・北リアス線と相互直通運転を行っており、震災前の時点では1往復が三陸鉄道の車両で運行されていた。イベント列車として仙台駅 - 八戸駅間に三陸縦貫列車「リアス・シーライナー」が夏季に運転されていた。
国鉄時代には、山田線 - 釜石線 - 東北本線を回る盛岡発盛岡行きの循環急行「そとやま」・「五葉」が設定されていた。
また、釜石製鉄所が高炉を24時間体制で操業していた時代には、釜石線とともに夜勤者用に時刻表非掲載の深夜列車が運行されていた。1979年当時のダイヤでは、釜石を午前1時25分に発車し、終着の陸中山田には午前2時22分に到着していた。

## 使用車両

### 現在の使用車両
- キハ110系気動車 - 盛岡車両センター所属
- HB-E300系気動車「ひなび（陽旅）」- 盛岡車両センター所属（臨時列車として使用）

### 過去の使用車両
- キハ55系 - 2台機関搭載車だったことが重宝されたが、国鉄時代にキハ58に置き替えられた。
- キハ58系
- キハ52形
- キハ100形 - 釜石線と共通運用で、東日本大震災まで宮古 - 釜石間で運用されていた。
- 36-100形 - 東日本大震災まで三陸鉄道直通列車で運用された。

2007年11月24日をもって盛岡 - 宮古間におけるキハ52形、キハ58形気動車の運用は終了し、非冷房車は姿を消した（キハ110系は2007年10月21日から一部運用開始）。なお、キハ58系気動車は機関1台あたりの出力が小さく、山田線のような急勾配線区においては全車2台機関搭載車とせざるを得なかったとこと、キハ65のような冷房電源の付いた高出力気動車は配属されなかったこと、さらに山田線沿線はやませの影響を受けやすい事情もあり、最後まで冷房装置の取り付けは行なわれなかった。

## データ

### 路線データ
- 管轄（事業種別）：東日本旅客鉄道（第一種鉄道事業者）
- 区間（営業キロ）：盛岡 - 宮古 102.1 km
- 軌間：1,067 mm
- 駅数：15駅（起終点駅含む）[注 1]
  - 山田線所属駅に限定した場合、起点の盛岡駅（東北本線所属[26]）が除外され、14駅となる。
- 複線区間：なし（全線単線）
- 電化区間：なし（全線非電化）
- 閉塞方式：特殊自動閉塞式（軌道回路検知式）
- 保安装置：ATS-SN[3]
- 最高速度：85 km/h
- 運転指令所：盛岡総合指令室（CTC・PRC）
- IC乗車カード対応区間：なし

全線盛岡支社の管轄である。

### 利用状況

#### 平均通過人員
区間ごとの平均通過人員は以下のとおりである。国鉄時代から特定地方交通線なみの数値であったが、1987年（昭和62年）時点で代替輸送道路が未整備であったため、第3次廃止対象特定地方交通線から除外された。なお、東日本大震災以前は、現在もJR東日本が運営する盛岡 - 宮古間よりも、三陸鉄道に移管された宮古 - 釜石間のほうが平均通過人員が多かった。

##### 1987年度 - 2010年度
| 年度                   | 平均通過人員（人/日） | 平均通過人員（人/日） | 平均通過人員（人/日） | 平均通過人員（人/日） | 出典                          |
| 年度                   | 全区間                | 盛岡 - 宮古           | 盛岡 - 宮古           | 宮古 - 釜石           | 出典                          |
| 年度                   | 全区間                | 盛岡 - 上米内         | 上米内 - 宮古         | 宮古 - 釜石           | 出典                          |
| ---------------------- | --------------------- | --------------------- | --------------------- | --------------------- | ----------------------------- |
| 1987年度（昭和62年度） | 1,119                 | 732                   | 732                   | 1,719                 | [ 利用状況 1 ] [ 利用状況 2 ] |
| 1987年度（昭和62年度） | 1,119                 | 844                   | 720                   | 1,719                 | [ 利用状況 1 ] [ 利用状況 2 ] |
| 1992年度（平成04年度） | 958                   | 607                   | 607                   | 1,605                 | [ 利用状況 1 ] [ 利用状況 2 ] |
| 1992年度（平成04年度） | 958                   | 771                   | 589                   | 1,605                 | [ 利用状況 1 ] [ 利用状況 2 ] |
| 1997年度（平成09年度） | 661                   | 420                   | 420                   | 1,105                 | [ 利用状況 1 ] [ 利用状況 2 ] |
| 1997年度（平成09年度） | 661                   | 637                   | 397                   | 1,105                 | [ 利用状況 1 ] [ 利用状況 2 ] |
| 2002年度（平成14年度） | 510                   | 309                   | 309                   | 881                   | [ 利用状況 1 ] [ 利用状況 2 ] |
| 2002年度（平成14年度） | 510                   | 616                   | 276                   | 881                   | [ 利用状況 1 ] [ 利用状況 2 ] |
| 2003年度（平成15年度） | 496                   | 312                   | 312                   | 774                   | [ 利用状況 3 ]                |
| 2004年度（平成16年度） | 484                   | 296                   | 296                   | 831                   | [ 利用状況 3 ]                |
| 2005年度（平成17年度） | 455                   | 266                   | 266                   | 804                   | [ 利用状況 3 ]                |
| 2006年度（平成18年度） | 435                   | 251                   | 251                   | 774                   | [ 利用状況 3 ]                |
| 2007年度（平成19年度） | 419                   | 247                   | 247                   | 735                   | [ 利用状況 4 ] [ 利用状況 5 ] |
| 2007年度（平成19年度） | 419                   | 500                   | 220                   | 735                   | [ 利用状況 4 ] [ 利用状況 5 ] |
| 2008年度（平成20年度） | 404                   | 228                   | 228                   | 728                   | [ 利用状況 4 ] [ 利用状況 5 ] |
| 2008年度（平成20年度） | 404                   | 457                   | 203                   | 728                   | [ 利用状況 4 ] [ 利用状況 5 ] |
| 2009年度（平成21年度） | 392                   | 218                   | 218                   | 713                   | [ 利用状況 4 ] [ 利用状況 5 ] |
| 2009年度（平成21年度） | 392                   | 435                   | 194                   | 713                   | [ 利用状況 4 ] [ 利用状況 5 ] |
| 2010年度（平成22年度） | 377                   | 205                   | 205                   | 693                   | [ 利用状況 4 ] [ 利用状況 5 ] |
| 2010年度（平成22年度） | 377                   | 403                   | 184                   | 693                   | [ 利用状況 4 ] [ 利用状況 5 ] |

##### 2011年度 - 2018年度
- 宮古 - 釜石間はバス代行輸送のため定期券および回数券の利用客のみ計上
- 宮古 - 釜石間の2018年度は3月22日までの値（以降は三陸鉄道に移管）

| 年度                   | 平均通過人員（人/日） | 平均通過人員（人/日） | 平均通過人員（人/日） | 平均通過人員（人/日） | 出典           |
| 年度                   | 全区間                | 盛岡 - 上米内         | 上米内 - 宮古         | 宮古 - 釜石           | 出典           |
| ---------------------- | --------------------- | --------------------- | --------------------- | --------------------- | -------------- |
| 2011年度（平成23年度） | 217                   | 386                   | 169                   | 285                   | [ 利用状況 6 ] |
| 2012年度（平成24年度） | 257                   | 417                   | 209                   | 307                   | [ 利用状況 6 ] |
| 2013年度（平成25年度） | 274                   | 482                   | 220                   | 323                   | [ 利用状況 6 ] |
| 2014年度（平成26年度） | 279                   | 500                   | 241                   | 305                   | [ 利用状況 7 ] |
| 2015年度（平成27年度） | 248                   | 459                   | 190                   | 307                   | [ 利用状況 7 ] |
| 2016年度（平成28年度） | 186                   | 379                   | 112                   | 275                   | [ 利用状況 7 ] |
| 2017年度（平成29年度） | 195                   | 375                   | 124                   | 281                   | [ 利用状況 7 ] |
| 2018年度（平成30年度） | 199                   | 380                   | 148                   | 257                   | [ 利用状況 7 ] |

##### 2019年度以降
| 年度                   | 平均通過人員（人/日） | 平均通過人員（人/日） | 平均通過人員（人/日） | 出典            |
| 年度                   | 全区間                | 盛岡 - 上米内         | 上米内 - 宮古         | 出典            |
| ---------------------- | --------------------- | --------------------- | --------------------- | --------------- |
| 2019年度（令和元年度） | 174                   | 358                   | 154                   | [ 利用状況 8 ]  |
| 2020年度（令和02年度） | 95                    | 238                   | 80                    | [ 利用状況 8 ]  |
| 2021年度（令和03年度） | 76                    | 219                   | 61                    | [ 利用状況 8 ]  |
| 2022年度（令和04年度） | 79                    | 217                   | 64                    | [ 利用状況 9 ]  |
| 2023年度（令和05年度） | 87                    | 227                   | 71                    | [ 利用状況 10 ] |

#### 収支・営業系数
各年度の収支（運輸収入、営業費用）、営業係数、収支率は以下のとおりである。▲はマイナスを意味する。
| 年度                   | 収支（百万円） | 収支（百万円） | 収支（百万円） | 営業 係数 （円） | 収支率 | 出典        |
| 年度                   | 運輸 収入      | 営業 費用      | 計             | 営業 係数 （円） | 収支率 | 出典        |
| ---------------------- | -------------- | -------------- | -------------- | ---------------- | ------ | ----------- |
| 2019年度（令和元年度） | 18             | 211            | ▲192           | 1,146            | 8.7%   | [ 報道 12 ] |
| 2020年度（令和02年度） | 11             | 205            | ▲193           | 1,745            | 5.7%   | [ 報道 12 ] |
| 2021年度（令和03年度） | 11             | 184            | ▲173           | 1,658            | 6.0%   | [ 報道 13 ] |
| 2022年度（令和04年度） | 11             | 202            | ▲191           | 1,812            | 5.5%   | [ 報道 14 ] |

| 年度                   | 収支（百万円） | 収支（百万円） | 収支（百万円） | 営業 係数 （円） | 収支率 | 出典        |
| 年度                   | 運輸 収入      | 営業 費用      | 計             | 営業 係数 （円） | 収支率 | 出典        |
| ---------------------- | -------------- | -------------- | -------------- | ---------------- | ------ | ----------- |
| 2019年度（令和元年度） | 73             | 1,969          | ▲1,895         | 2,662            | 3.8%   | [ 報道 12 ] |
| 2020年度（令和02年度） | 37             | 1,917          | ▲1,880         | 5,168            | 1.9%   | [ 報道 12 ] |
| 2021年度（令和03年度） | 28             | 1,690          | ▲1,661         | 5,877            | 1.7%   | [ 報道 13 ] |
| 2022年度（令和04年度） | 30             | 1,631          | ▲1,600         | 5,337            | 1.9%   | [ 報道 14 ] |

## 駅一覧
- 停車駅
  - 普通列車はすべての駅に停車
  - 快速＝快速「リアス」…●：全列車停車、｜：全列車通過
- 線路（全線単線）… ◇・∨・∧：列車交換可、｜：列車交換不可
- 全駅岩手県内に所在

| 駅名       | 営業キロ | 営業キロ | 快速 | 接続路線・備考                                                                                               | 線路 | 所在地 |
| 駅名       | 駅間     | 累計     | 快速 | 接続路線・備考                                                                                               | 線路 | 所在地 |
| ---------- | -------- | -------- | ---- | --- | ---- | ------ |
| 盛岡駅     | -        | 0.0      | ●    | 東日本旅客鉄道： 東北新幹線・■秋田新幹線・■東北本線・■田沢湖線・■花輪線 IGRいわて銀河鉄道：■いわて銀河鉄道線 | ∨    | 盛岡市 |
| 上盛岡駅   | 2.8      | 2.8      | ●    | | ｜   | 盛岡市 |
| 山岸駅     | 2.1      | 4.9      | ●    | | ｜   | 盛岡市 |
| 上米内駅   | 5.0      | 9.9      | ●    | | ◇    | 盛岡市 |
| 区界駅     | *25.7    | 35.6     | ｜   | | ｜   | 宮古市 |
| 松草駅     | 8.0      | 43.6     | ｜   | | ｜   | 宮古市 |
| 川内駅     | 17.9     | 61.5     | ｜   | | ◇    | 宮古市 |
| 箱石駅     | 4.2      | 65.7     | ｜   | | ｜   | 宮古市 |
| 陸中川井駅 | 7.8      | 73.5     | ●    | | ｜   | 宮古市 |
| 腹帯駅     | 9.1      | 82.6     | ｜   | | ｜   | 宮古市 |
| 茂市駅     | 4.4      | 87.0     | ●    | | ◇    | 宮古市 |
| 蟇目駅     | 4.5      | 91.5     | ｜   | | ｜   | 宮古市 |
| 花原市駅   | 2.7      | 94.2     | ｜   | | ｜   | 宮古市 |
| 千徳駅     | 4.6      | 98.8     | ●    | | ｜   | 宮古市 |
| 宮古駅     | 3.3      | 102.1    | ●    | 三陸鉄道：■リアス線                                                                                          | ∧    | 宮古市 |

- 上米内駅 - 区界駅間の距離は、JR東日本管内の在来線では最長の駅間距離となっている[注 9]。
- 盛岡駅はJR東日本の直営駅、宮古駅は三陸鉄道の管轄駅で、中間駅はすべて盛岡駅管理の無人駅である。
- 2022年度の時点で、JR東日本自社による乗車人員集計[28]の対象駅は、盛岡駅と宮古駅のみである。

### 廃止区間
2019年（平成31年）経営移管区間
- 設置駅・駅名は移管前日時点のもの
- この区間の現状の詳細については「三陸鉄道リアス線」を参照

宮古駅 - 磯鶏駅 - 津軽石駅 - 豊間根駅 - 陸中山田駅 - 織笠駅 - 岩手船越駅 - 浪板海岸駅 - 吉里吉里駅 - 大槌駅 - 鵜住居駅 - 両石駅 - 釜石駅
1984年（昭和59年）廃止区間（宮古臨港線）
宮古駅 - 宮古港駅

### 廃止駅
廃止区間の駅は前節を参照。
- 大志田駅 - 2016年（平成28年）3月26日廃止。上米内駅 - 浅岸駅間。
- 浅岸駅 - 2016年（平成28年）3月26日廃止。大志田駅 - 区界駅間。
- 平津戸駅 - 2022年（令和4年）3月12日全列車通過、2023年（令和5年）3月18日廃止。松草駅 - 川内駅間。

### 過去の接続路線
- 茂市駅：岩泉線 - 2014年（平成26年）4月1日廃止。
- 宮古駅：貨物支線（宮古臨港線） - 1984年（昭和59年）2月1日廃止。

## 山田線が登場する作品
- 映画
  - 『大いなる旅路』 - 1944年3月12日に平津戸 - 川内間で起きた列車転落事故をモデルとした作品。事故シーンの撮影は当時の国鉄の協力で1960年に浅岸駅付近で実際に機関車を転落させて行われた。
- 漫画
  - 秋本治『こちら葛飾区亀有公園前派出所』（単行本第8巻）
  - こしたてつひろ『拝啓サラダボーイ』（作者は山田線沿線の大槌町出身 最終話に吉里吉里駅が登場する）

## その他
盛岡 - 上米内間を（盛岡市内を走るLRTの一路線としての）都市路線として利用すべく提言を行っている団体がある。